# بومته
بومته (بالألمانية: Bohmte) هي بلدية في مقاطعة أوسنابروك في ولاية سكسونيا السفلى في ألمانيا. تطل هذه البلدية على نهر هونته. تقسيم البلدية الحالي يعود للعام 1972.

## توأمة
لبومته اتفاقيات توأمة مع كل من:
- Bolbec [الإنجليزية]‏
- غوتسكو

## الاستشهادات
1. ↑  "Alle politisch selbständigen Gemeinden mit ausgewählten Merkmalen am 31.12.2018 (4. Quartal)" (بالألمانية). Statistisches Bundesamt. Archived from the original on 2019-03-10. Retrieved 2019-03-10.
2. ↑  Alle politisch selbständigen Gemeinden mit ausgewählten Merkmalen am 31.12.2023 (بالألمانية), Statistisches Bundesamt, 28. Oktober 2024, QID:Q131220759, Archived from the original on 17 November 2024 {{استشهاد}}: تحقق من التاريخ في: |publication-date= (help)
3. ↑  GeoNames (بالإنجليزية), 2005, QID:Q830106